# Ilta-Sanomat
Ilta-Sanomat (finska för Kvällsnyheterna) är Finlands näst största finskspråkiga dagstidning samt största kvällstidning. Ilta-Sanomat utkommer sex dagar i veckan (måndag t.o.m. lördag), lördagstidningen som har en Plussa-bilaga säljs hela helgen. Enligt Upplagekontroll Ab uppgick upplagan år 2010 till 150 351 exemplar. Tidningen ger varje onsdag ut en tv-bilaga Ilta-Sanomat Tv-lehti. 
Dess konkurrent på kvällstidningsmarknaden är kvällstidningen Iltalehti.

## Historia
Tidningen grundades 1932 av Eljas Erkko, som var morgontidningen Helsingin Sanomats chefredaktör. Han ansåg att Mäntsäläupproret var en så stor händelse, att det krävdes en egen tidning och den verkade första tiden som Helsingin Sanomats eftermiddagstryckning. Till en början utkom tidningen oregelbundet, men från och med den 15 oktober 1932 började den ges ut regelbundet. Från år 1949 är den en självständig tidning som numera ingår i affärsområdet Sanoma News Oy inom mediekoncernen Sanoma.  

## Chefredaktörer
- 1932–1938 – Eljas Erkko
- 1938–1949 – Yrjö Niiniluoto
- 1949–1956 – Eero Petäjäniemi
- 1956–1961 – Teo Mertanen
- 1961–1966 – Heikki Tikkanen
- 1966–1973 – Olavi Aarrejärvi
- 1974–1983 – Martti Huhtamäki
- 1984–2003 – Vesa-Pekka Koljonen
- 2003–2006 – Antti-Pekka Pietilä
- 2006–2007 – Hannu Savola
- 2007–  Tapio Sadeoja

## Annan media

### Ilta-Sanomien verkkopalvelu
Ilta-Sanomien verkkopalvelu är officiella namnet på tidningens webbplats på internet. Webbplatsen ingår i affärsområdet Sanoma News Oy. 